# Johann Jakob Schläpfer

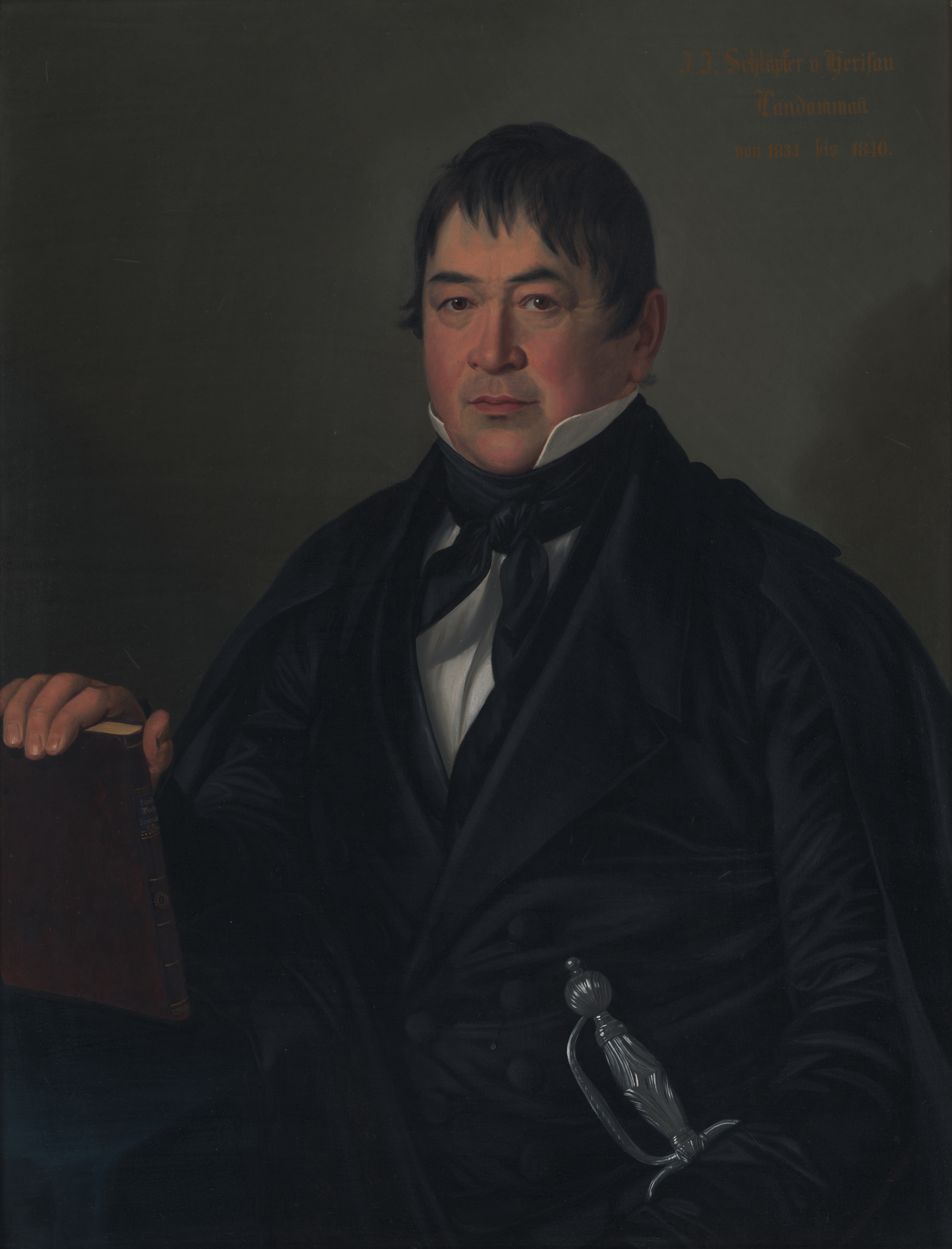
Johann Jakob Schläpfer, Landammann von Appenzell Ausserrhoden, Gemälde von Leonhard Tanner (1836)

Johann Jakob Schläpfer (* 26. Januar 1789 in Urnäsch; † 29. März 1850 in Herisau; heimatberechtigt in Waldstatt, ab 1807 in Herisau) war ein Schweizer Kaufmann, Landesseckelmeister, Landammann und Tagsatzungsgesandter aus dem Kanton Appenzell Ausserrhoden.

## Leben
Johann Jakob Schläpfer war ein Sohn von Johannes Schläpfer, Pfarrer, und Katharina Nänni. Im Jahr 1815 heiratete er Katharina Barbara Binder, uneheliche Tochter von Johannes Binder und Enkelin von Rudolf Binder. Er absolvierte eine kaufmännische Ausbildung bei Johannes Fisch. 1811 gründete er einen Garnhandel und ein Wechselgeschäft. Er war einer der reichsten Bürger Ausserrhodens. Von 1824 bis 1831 war er Gemeindehauptmann. Ab 1831 bis 1833 sass er im Gemeinderat in Herisau. Von 1831 bis 1839 war er Mitglied der kantonalen Revisionskommission. Er amtierte in den Jahren 1833 und 1834 als Landesseckelmeister und von 1834 bis 1840 als Ausserrhoder Landammann. Ab 1837 bis 1839 war er Tagsatzungsgesandter. Sein Einsatz für die Gewaltentrennung und die Schaffung eines Obergerichts blieb erfolglos. Zur Vermeidung seiner Wiederwahl als Landammann siedelte er 1840 vorübergehend nach St. Gallen um. Er förderte das Schulwesen. 1824 war er Mitgründer der Ersparniskasse Herisau. Er fungierte als Hauptfinancier der in den Jahren 1835 und 1836 erbauten Poststrasse in Herisau. 1837 war er Gründungsaktionär der Bank in St. Gallen. Er engagierte sich für die Rettungsanstalt Wiesen in Herisau.